# تنظيم عسكري

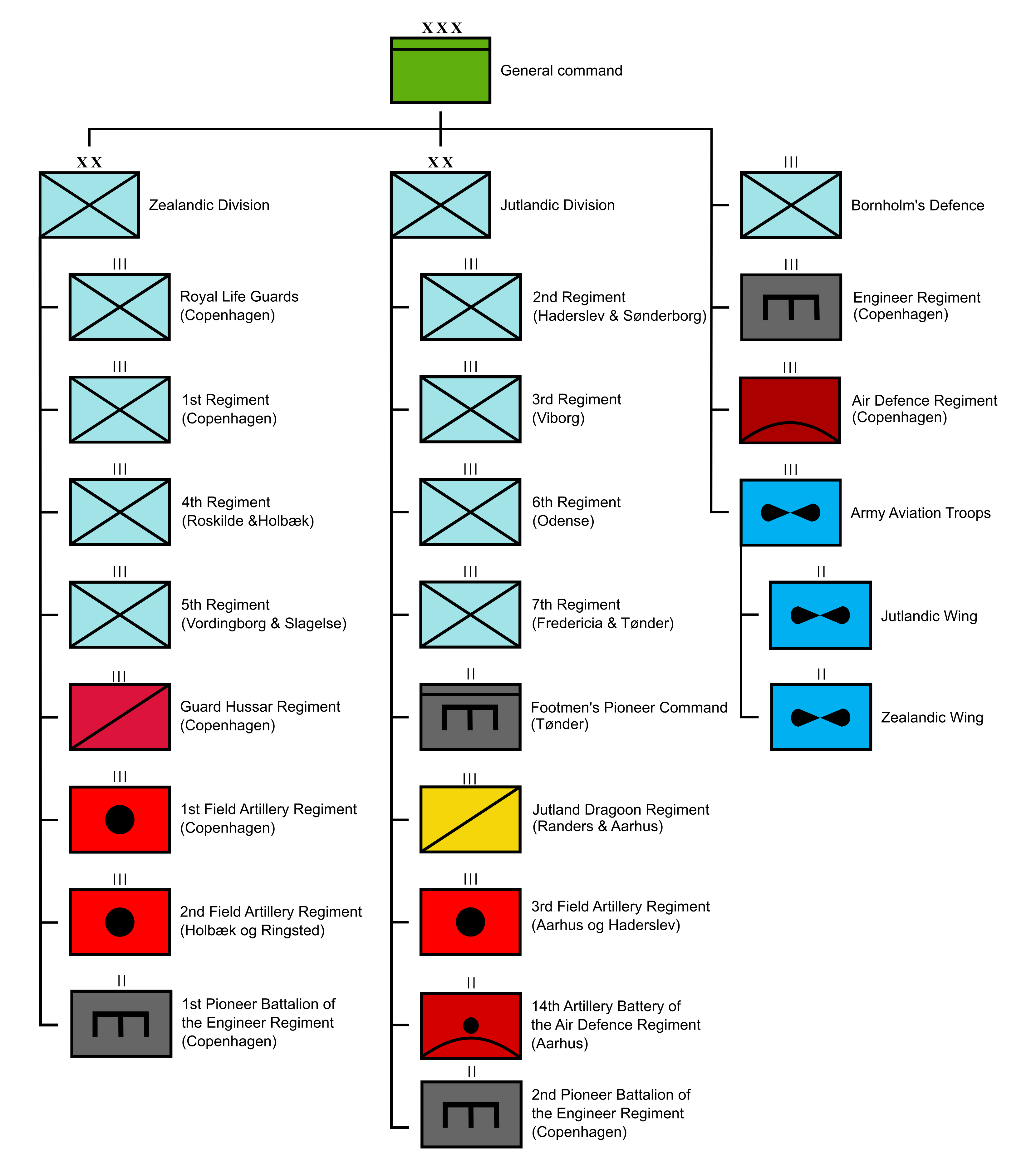
مخطط تنظيمي لجيش الدنمارك الملكي، أبريل 1940

التنظيم العسكري أو الهيكلة العسكرية هو الأسلوب الذي تعتمد عليه الدولة في ترتيب وتنظيم القوات المسلحة بحيث تحقق المستوى المطلوب من القدرة العسكرية وفقًا لما تمليه السياسة الدفاعية الوطنية. ويتبع التنظيم العسكري الرسمي أنماطًا تراتبية هرمية صارمة.
في بعض الدول، تُدمج القوات شبه العسكرية ضمن القوات المسلحة، رغم عدم اعتبارها جزءًا أصيلًا من الجيش الرسمي. كما أن بعض الجماعات المسلحة التي لا تتبع تنظيمًا عسكريًا رسميًا، مثل حركات التمرد، تميل إلى محاكاة الهيكلية العسكرية، أو الاستفادة من بنيتها في تنظيم صفوفها وإدارة العمليات العسكرية. ويبرز ذلك في تشكيلاتها القيادية، وأنظمة القيادة والسيطرة التي تحاكي النظم العسكرية التقليدية، مما يجعلها دول داخل الدول، أو جيوش مصغرة ذات طابع شبه نظامي، تتحرك وفق استراتيجيات قتالية تتراوح بين العمل العسكري التقليدي وحرب العصابات.

## المفهوم العام
يعكس التنظيم العسكري جوهر العقلية القتالية للدولة؛ إذ إنه ليس مجرد تقسيم إداري لـالقوات المسلحة، بل هو في جوهره إطار نظري وعملي يحدد طبيعة الحرب التي ستخوضها الدولة وكيفية إدارة الصراع المسلح. وعلى مر التاريخ العسكري، كان هناك تباينٌ واسعٌ بين الدول في أساليب تنظيم الجيوش، ما بين اعتماد الجيوش النظامية الثقيلة ذات التسلسل الهرمي الجامد، وبين الاعتماد على قوات مرنة خفيفة الحركة تعتمد على تكتيكات غير تقليدية.

## التسلسل الهرمي العسكري
تعتمد معظم القوات العسكرية الحديثة على سلسلة قيادة ذات تراتبية هرمية تتراوح بين مستويات عليا تتخذ القرارات الاستراتيجية، ومستويات ميدانية تكتيكية تنفذ العمليات العسكرية. وتُقسَّم الجيوش وفق التسلسل الهرمي العسكري التالي تقريبًا:
- فرقة عسكرية (عادة تضم عدة ألوية عسكرية، ويتراوح تعدادها بين 10,000 إلى 25,000 جندي)
- لواء عسكري (يتكون عادة من ثلاث إلى خمس كتائب عسكرية، ويضم 3,000 إلى 5,000 جندي)
- كتيبة عسكرية (تتكون من ثلاث إلى خمس سرايا عسكرية، ويبلغ تعدادها بين 300 إلى 800 جندي)
- سرية عسكرية (تضم ثلاث إلى خمس فصائل عسكرية، وتحتوي على 80 إلى 250 جندي)
- فصيلة عسكرية (تتكون من حظيرتين أو ثلاث، وتضم 30 إلى 50 جندي)
- حظيرة عسكرية(وحدة صغيرة تضم عادة بين 8 إلى 12 جندي)

## الفرق بين الجيش النظامي والقوات شبه النظامية
بينما تعتمد الجيوش النظامية على التسلسل الهرمي الرسمي، فإن بعض الجماعات المسلحة مثل الميليشيات وحركات المقاومة والتمرد قد تلجأ إلى هياكل تنظيمية غير رسمية، مستفيدة من أنماط أكثر مرونة في القيادة والتنسيق العسكري. ويمكن تصنيف الفرق بين التنظيمين كما يلي:
- الجيوش النظامية: تعتمد على الانضباط العسكري الصارم، وسلسلة قيادة هرمية واضحة، وخطط عسكرية طويلة المدى، وتسليح عسكري ثقيل يشمل المدرعات والمدفعية.
- القوات غير النظامية: مرنة، تعتمد على التحرك السريع، والتكتيكات الخاطفة، والقدرة على تفكيك وإعادة تجميع نفسها سريعًا، مع اعتماد أساليب حرب العصابات والهجمات غير التقليدية.

## التاريخ
يعود استخدام الرتب العسكرية في هيكل تنظيمي هرمي إلى الجيش الروماني، حيث جرى تطبيقه على نطاق واسع لتنسيق العمليات العسكرية وإدارة الجنود وفقًا لتراتبية واضحة.
عبر التاريخ العسكري، تغيرت الهياكل العسكرية بشكل كبير، بدءًا من الفيلق الروماني الذي كان عماد الإمبراطورية الرومانية، إلى الفرسان الإقطاعيين في العصور الوسطى، وصولًا إلى الجيوش الحديثة المدعومة بـالتكنولوجيا العسكرية المتقدمة. ومع ذلك، تظل القوة التنظيمية لأي جيش هي العمود الفقري لأي قوة عسكرية، فهي ليست مجرد تقسيم للأفراد، بل نظام متكامل يُحدد كيفية استخدام القوة القتالية بأكثر الطرق كفاءة.

في العصور الحديثة، أصبحت الإدارة العسكرية وتنظيم القوات المسلحة تتم عادة 
من خلال وزارة الدفاع، وهي هيئة حكومية تتولى إدارة فروع القوات المسلحة المختلفة. وتُقسّم الجيوش عادة إلى وحدات متخصصة في القتال المباشر، الدعم القتالي، وخدمات الإسناد القتالي.

## الإدارة والتنظيم العسكري
يخضع الجيش عادة لإشراف مدني أو جزئي مدني، خاصة في الدول الديمقراطية، حيث يتولى وزير الدفاع المسؤولية عن الإشراف الاستراتيجي وإدارة القوات المسلحة بصفته عضوًا في مجلس الوزراء. أما في الأنظمة الرئاسية مثل الولايات المتحدة الأمريكية، فإن رئيس الدولة يكون القائد الأعلى للقوات المسلحة، بينما يحتل وزير الدفاع المرتبة الثانية في القيادة.

## الهيكل الإداري للمؤسسة العسكرية
يتفرع الهيكل الإداري للقوات المسلحة إلى مستويات مختلفة، تشمل:
- القادة الاستراتيجيون: يشملون وزراء الدفاع والمسؤولين عن التخطيط العسكري طويل المدى.
- قادة العمليات: يتولون إدارة الجيوش أو الفروع الرئيسية مثل القوات البرية، القوات الجوية، والقوات البحرية.
- الأجهزة الاستشارية: تقدم المشورة في مجالات الاستراتيجية العسكرية، التطوير العسكري، والبحث العلمي العسكري.
- الأفرع الإدارية: تُشرف على الجوانب اللوجستية والإمدادات والتسليح والتدريب.

## الفروع العسكرية

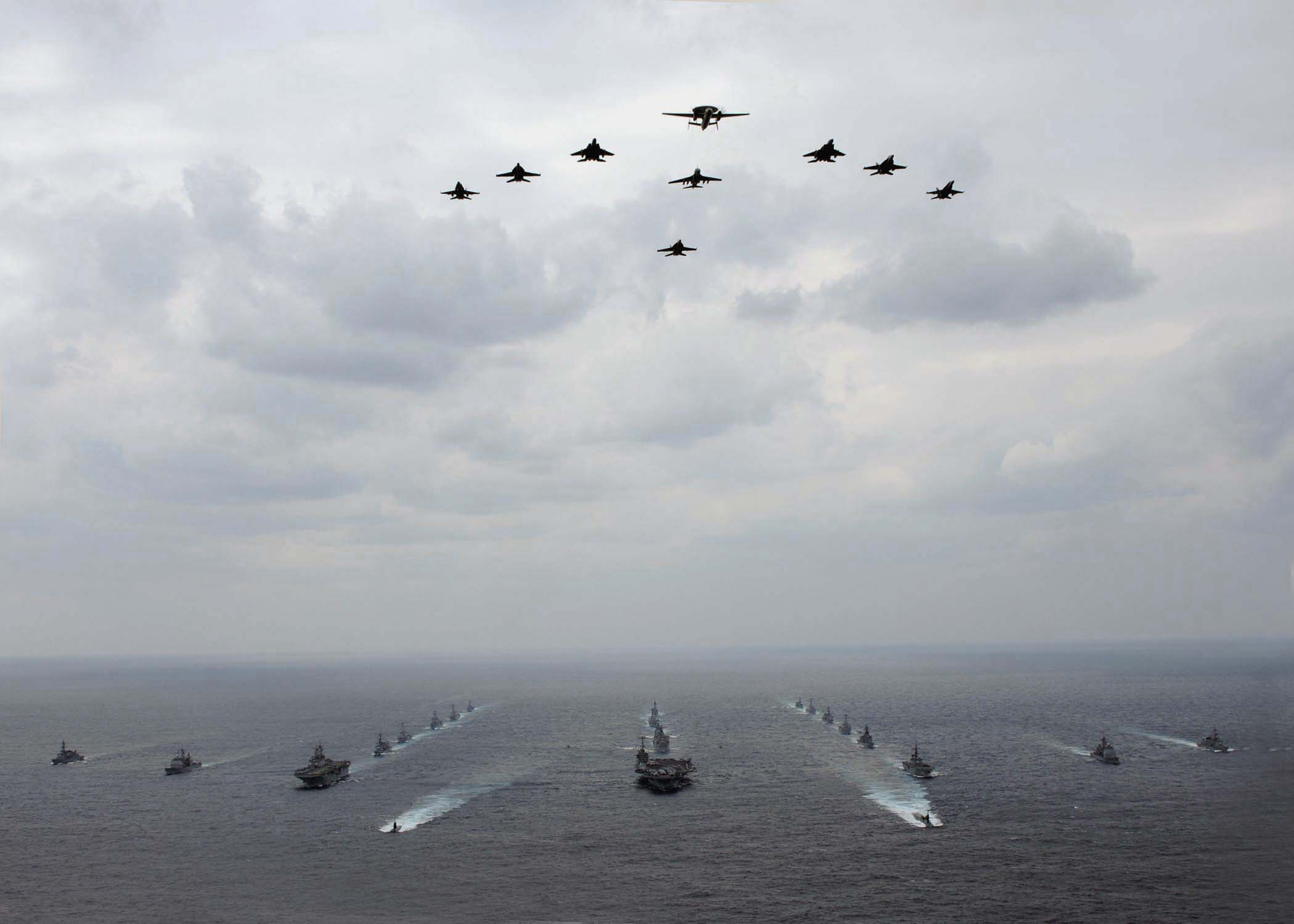
تشكيل مشترك من الطائرات والسفن العسكرية خلال مناورة بين البحرية الأمريكية وقوة الدفاع الجوي الذاتي اليابانية.

تشير الفروع العسكرية إلى التقسيمات الكبرى داخل القوات المسلحة للدولة، ويُطلق عليها في بعض الدول اسم "الخدمة العسكرية" أو "الذراع العسكري". والغرض من هذا التقسيم هو توزيع الوظائف القتالية والدعم اللوجستي والتخصصي، على أساس التكامل العملياتي والتخصص الوظيفي.
في معظم دول العالم، تتكوّن القوات المسلحة من ثلاثة فروع رئيسية:
الجيش: يُعد أقدم الفروع العسكرية وأكثرها عددًا من حيث الجنود. يُعنى بالعمليات البرية والقتال الأرضي، ويضم وحدات مشاة، ومدرعات، ومدفعية، ومهندسين عسكريين.
البحرية : مسؤولة عن العمليات في المياه الإقليمية والدولية، وتشمل سفن حربية، وغواصات، وقوات بحرية خاصة مثل قوة العمليات الخاصة (البحرية الأمريكية). وقد تحتوي على ذراع الطيران البحري.
القوات الجوية: تتولى السيطرة على الفضاء الجوي الوطني، وتُشغّل طائرات مقاتلة، وقاذفات، وطائرات استطلاع، إضافة إلى طائرات النقل العسكري.

### الفروع الإضافية
```
في بعض الدول الكبرى مثل 
الولايات المتحدة
 
وروسيا
 
والصين
، يوجد فروع إضافية تتجاوز النموذج التقليدي الثلاثي، منها:
```

القوات السيبرانية: مسؤولة عن حماية البنية التحتية الرقمية للدولة وتنفيذ العمليات السيبرانية الهجومية والدفاعية.
القوة الفضائية: فرع حديث النشأة، يُعنى بحماية الأصول الفضائية مثل الأقمار الاصطناعية العسكرية، وضمان التفوق الفضائي في النزاعات المستقبلية. مثل وحدة القوة الفضائية في القوات الامريكية المسلحة
مشاة البحرية: قوات برمائية متخصصة في تنفيذ عمليات إنزال من البحر إلى البر، تُعد عنصرًا هجوميًا سريع الاستجابة.
القوات الخاصة: تشمل وحدات كوماندوز وقوات الإنزال الجوي ومكافحة الإرهاب، تتميز بالتدريب العالي والتدخل في المهمات المعقدة.
الخدمة الطبية العسكرية والخدمات اللوجستية العسكرية: توفر الدعم الصحي والميداني والإمداد والتموين للقوات القتالية.

### الوحدات الحدودية والبحرية المدنية
```
تختلف مكانة 
قوات حرس الحدود
 
وخفر السواحل
 من دولة لأخرى. ففي دول مثل 
الولايات المتحدة
، يُعد خفر السواحل فرعًا من القوات المسلحة في وقت السلم، بينما يخضع لوزارة الدفاع وقت الحرب. أما في دول أخرى مثل 
ألمانيا
، فهو جهة مدنية خاضعة لوزارة الداخلية.
```

### الخصائص الجغرافية والتوزيع العسكري
```
لا تمتلك بعض الدول فروعًا بحرية بسبب طبيعتها الجغرافية، كما في حالة 
أفغانستان
 
وتشاد
، إذ تُصنّف 
كـدولة حبيسة
 لا تمتلك سواحل بحرية، ما يجعل الاستثمار في البحرية غير منطقي استراتيجيًا.
```

### الفروق الثقافية والعمليات المشتركة
```
في الجيوش الكبيرة مثل 
القوات المسلحة البريطانية
 أو 
الجيش الأمريكي
، توجد 
ثقافات تنظيمية
 خاصة بكل فرع، تظهر في أسلوب القيادة، وأنظمة الرتب، واللباس، والتقاليد، وحتى المصطلحات المستخدمة. ويُطلق على المهام التي تجمع عناصر من فرعين أو أكثر اسم عمليات مشتركة أو "القوات المشتركة"، وهي ضرورية في النزاعات المعقدة أو المهمات الدولية متعددة الأدوار.
```

### مقارنة دولية
في الولايات المتحدة، تشمل القوات المسلحة ستة فروع رئيسية، بما في ذلك خفر السواحل الأمريكي ووحدة القوة الفضائية، وتُدار جميعها تحت إشراف وزارة الدفاع الأمريكية باستثناء خفر السواحل الذي يتبع وزارة الأمن الداخلي في أوقات السلم.
في فرنسا، تُدار الفروع الثلاثة التقليدية إلى جانب قوات الدرك الوطني، وهي قوات أمنية ذات طبيعة شبه عسكرية.
في الصين، تتبع جميع الفروع الى جيش التحرير الشعبي الصيني الذي يتضمن القوات البرية والبحرية والجوية والصاروخية وقوات الدعم الاستراتيجي.

### القوات الأمنية الداخلية
تُعتبر قوات الدرك، والشرطة العسكرية، وقوات الأمن، بما في ذلك ما يعادلها مثل القوات شبه العسكرية، والميليشيات، والقوات الداخلية، ووحدات الشرطة التكتيكية، خدمات أمنية داخلية شائعة في معظم أنحاء العالم. ومع ذلك، تكون هذه القوات أقل شيوعًا في البلدان ذات التاريخ القانوني المستمد من القانون العام الإنجليزي، حيث تُستخدم الشرطة المدنية لتطبيق القانون، وتوجد قيود صارمة على كيفية استخدام القوات المسلحة للمساعدة في ذلك.
في الولايات المتحدة، هناك فهم خاطئ شائع بأن قواتها المسلحة ممنوعة تمامًا من القيام بذلك بموجب قانون بوسي كوميتاتوس. يشير القانون، الذي يحتفظ للكونغرس بسلطة استخدام القوة العسكرية الفيدرالية لتطبيق القانون والنظام، تحديدًا إلى الجيش الأمريكي والقوات الجوية الأمريكية. يتم تنظيم مشاة البحرية والبحرية الأمريكية بشكل منفصل، وتتمتع خفر السواحل بدور واضح في إنفاذ القانون في وضعها وقت السلم. كما يتم استثناء الحرس الوطني التابع للولاية (وهو فرع تقنيًا من الجيش الأمريكي) من قانون بوسي كوميتاتوس. يُسمح للرئيس بموجب قانون التمرد باستخدام القوة العسكرية الفيدرالية لاستعادة النظام العام في حالات الطوارئ القصوى؛ وقد تم تطبيق هذا القانون خلال أعمال الشغب في لوس أنجلوس عام 1992.
تُعتبر قوات الدرك قوات عسكرية ذات مهام إنفاذ القانون بين السكان المدنيين. يُشتق مصطلح "دركي" (Gendarme) من التعبير الفرنسي في العصور الوسطى "gens d'armes"، والذي يعني "رجال السلاح". في فرنسا وبعض الدول الفرنكوفونية، تُعتبر الدرك فرعًا من القوات المسلحة المسؤولة عن الأمن الداخلي في أجزاء من الإقليم، مع مهام إضافية كشرطة عسكرية للقوات المسلحة. تم تقديم هذا النموذج إلى العديد من الدول الأوروبية الغربية خلال الفتوحات النابليونية. في منتصف القرن العشرين، اعتمد عدد من المستعمرات الفرنسية السابقة قوات الدرك بعد الاستقلال.
في بعض البلدان، مثل البرازيل، تُعتبر الشرطة العسكرية وكالات إنفاذ قانون تتبع القواعد العسكرية البرازيلية، ومسؤولة عن الشرطة الوقائية للسكان المدنيين. ومع ذلك، وعلى الرغم من اسمها، فإن هذه القوات ليست جزءاً من القوات المسلحة الفيدرالية البرازيلية (الجيش، البحرية، القوات الجوية)، لكنها تُعد "قوة مساعدة واحتياطية للجيش" وفقًا للدستور البرازيلي.
في كندا، تُعرف الشرطة الملكية الكندية باسم "Gendarmerie royale du Canada" (GRC) في اللغة الفرنسية. ومع ذلك، فهي منظمة مدنية تابعة لوزارة السلامة العامة الكندية وليست جزءًا من وزارة الدفاع الوطني الكندية، على الرغم من أن لديها جناحًا شبه عسكري وقد مُنحت وضع فوج من فرسان التنين، مع معيار معركة عسكري يعرض تكريماتها القتالية بعد خدمتها في الحرب العالمية الأولى.
تُعتبر قوات الشرطة العسكرية مسؤولة عن إنفاذ القانون داخل القوات المسلحة. في العديد من البلدان، تُعرف هذه القوات باسم "الشرطة العسكرية" وتكون مسؤولة عن الحفاظ على النظام والانضباط داخل القوات المسلحة، بالإضافة إلى حماية المنشآت العسكرية وتوفير الأمن. في بعض الدول، مثل فرنسا، تُعتبر الدرك الوطني بمثابة الشرطة العسكرية وتعمل أيضًا كواحدة من قوات إنفاذ القانون الوطنية.
في روسيا، تُعتبر الشرطة العسكرية الروسية (Военная полиция России) مسؤولة عن إنفاذ القانون داخل القوات المسلحة الروسية. في أبريل 2012، أُعلن أن الشرطة العسكرية الروسية سيتم تأسيسها على مرحلتين: الأولى، دمج الخدمات ذات الصلة بوزارة الدفاع، والثانية، منح الوكالة الجديدة وظائف تحقيقية. في أوائل فبراير 2014، وقع الرئيس الروسي فلاديمير بوتين على قانون الشرطة العسكرية، الذي اعتمده مجلس الدوما في 24 يناير ووافق عليه مجلس الاتحاد في 29 يناير. في 27 مارس 2015، وافق الرئيس الروسي على الميثاق الرسمي للشرطة العسكرية للاتحاد الروسي.
تُعتبر قوات الشرطة العسكرية جزءًا أساسيًا من الهيكل العسكري، حيث تلعب دورًا حيويًا في الحفاظ على النظام والانضباط داخل القوات المسلحة، بالإضافة إلى توفير الأمن والحماية للمنشآت العسكرية والمعدات والأفراد.
القيادة العسكرية
في السياقات العسكرية، ولا سيما في الجيوش الأوروبية والأمريكية الشمالية، تُبنى الهياكل العسكرية على ثلاث طبقات تنظيمية رئيسية: القيادة، والتشكيل، والوحدة. هذه التصنيفات تُستخدم لوصف مستويات مختلفة من التنظيم العسكري، من الأعلى إلى الأدنى، بناءً على المهام والصلاحيات وعدد الأفراد والمعدات.
تشير "القيادة" إلى مجموعة من الوحدات أو التشكيلات الخاضعة لإمرة ضابط واحد. وغالبًا ما تُشكّل القيادة مستوى إداريًا واستراتيجيًا رفيعًا مسؤولًا أمام القيادة العليا للقوات المسلحة أو الحكومة الوطنية. في بعض الدول، مثل بلجيكا، توجد قيادات مستقلة لكل فرع من فروع الجيش (مثل القيادة البرية، والقيادة الجوية، والقيادة البحرية، والقيادة الطبية).
في الجيش الأمريكي خلال الحرب العالمية الثانية، استُخدم مصطلح "القيادة" أحيانًا كاسم خاص لتشكيلات مؤقتة مثل مجموعات القتال (battlegroups).
التشكيل العسكري
يُعرف "التشكيل" بأنه منظمة عسكرية مركّبة تضم وحدات متعددة تعمل معًا تحت قيادة موحدة. بحسب تعريف وزارة الدفاع الأمريكية، التشكيل هو "طائرتان أو أكثر، أو سفن، أو وحدات تتحرك معًا تحت إمرة قائد واحد".
يركّز التعريف في الموسوعة السوفيتية الكبرى على الطبيعة المشتركة للتشكيل، إذ يرى أن التشكيلات تتكوّن من وحدات قتالية مختلفة التخصص لتشكيل قوة متكاملة ومتوازنة قادرة على تنفيذ أهداف استراتيجية أو عملياتية أو تكتيكية.
أمثلة على التشكيلات تشمل: الفرقة، اللواء، الكتيبة، الجناح.
يُستخدم مصطلح "تشكيل" أيضًا للإشارة إلى تشكيل تكتيكي، أي الترتيب الميداني للقوات أثناء الحركة أو الاشتباك، مثل تشكيلة السلحفاة الرومانية.
الوحدة العسكرية
الوحدة هي أصغر تنظيم متجانس داخل الجيش، تكون عادةً متخصصة ضمن فرع واحد (مثل وحدة مشاة، أو وحدة مدفعية، أو وحدة اتصالات). تُدار الوحدة بشكل مستقل وتؤدي مهام قتالية أو دعم قتالي أو مهام إدارية.
الوحدات الأصغر ضمن وحدة أكبر تُعرف باسم "وحدات فرعية" أو "وحدات صغرى"، مثل الفصيلة والسرية.
في الجيوش التابعة للكومنولث البريطاني، لا يُستخدم مصطلح "تشكيل" للإشارة إلى الكتائب أو السرايا، بل يُشار إليها كوحدات، بينما يُحتفظ بمصطلح "تشكيل" للمستويات الأعلى مثل الفرق والألوية.
التنوع في استخدام المصطلحات
قد تستخدم الجيوش المختلفة، بل حتى الفروع المختلفة داخل الجيش نفسه، نفس المصطلح للإشارة إلى كيانات تنظيمية مختلفة. مثال ذلك:
في معظم القوات الجوية، "السرب" هو وحدة جوية.
في البحرية، "السرب" هو تشكيل يضم عدة سفن.
في الجيش الأمريكي، السرب هو وحدة فرسان بحجم كتيبة.
في الجيش البريطاني، السرب هو وحدة بحجم سرية في وحدات المدرعات أو المهندسين.
جدول التنظيم والتجهيز
في الجيش الأمريكي، يُعرف جدول التنظيم والتجهيز (TOE أو TO&E) بأنه وثيقة رسمية تصدر عن وكالة دعم إدارة القوات المسلحة الأمريكية، وتحدد الهيكل التنظيمي والتجهيز والتسليح لكل وحدة عسكرية من مستوى الفرقة وما دون، بما يشمل أيضًا مراكز القيادة للفيالق والجيوش.
تشمل هذه الوثيقة وصفًا لمهام الوحدة، وقدراتها القتالية، وعدد الأفراد والمعدات المطلوبة، وحالتها التشغيلية. وتُستخدم لتوحيد الهيكل التنظيمي لجميع الوحدات من نفس النوع (مثل وحدات المشاة)، بحيث تتبع نفس المعايير والبُنى بغض النظر عن اسمها أو موقعها.

## التسلسل الهرمي الحديث

### الجيش
يعرض الجدول التالي نظرة عامة على بعض المصطلحات المستخدمة لوصف التسلسل الهرمي في الجيوش حول العالم. وعلى الرغم من وجود اختلافات بين الجيوش الوطنية المختلفة، فإن العديد منها يتبع النموذج البريطاني أو الأمريكي، أو كليهما. ومع ذلك، تعود العديد من الوحدات والتشكيلات العسكرية إلى عصور قديمة، وقد وُضعت من قِبل مفكرين عسكريين مختلفين في تاريخ أوروبا.
فعلى سبيل المثال، تم تقديم مفهوم "الفيلق" الحديث لأول مرة في فرنسا حوالي عام 1805 من قبل نابليون باعتباره تشكيلًا تكتيكيًا أكثر مرونة يضم فرقتين أو أكثر خلال الحروب النابليونية.
| رمز الناتو | الاسم                                                        | الطبيعة التنظيمية | القوة التقديرية      | الوحدات المكوِّنة         | القائد أو المسؤول                                                      |                     |
| ---------- | ------------------------------------------------------------ | ----------------- | -------------------- | ----------------------- | ---------------------------------------------------------------------- | ------------------- |
|            | قيادة قتالية موحدة أو ما يعادلها منطقة عسكرية أو مسرح عمليات | قيادة عليا        | 1,000,000–10,000,000 | 4 مجموعات جيوش أو أكثر  | OF-10: مشير ميداني OF-9: جنرال أو جنرال جيش أو عقيد عام                |                     |
|            | مجموعة جيوش أو ما يعادلها (جبهة)                             | قيادة عملياتية    | 400,000–1,000,000    | جيشان أو أكثر           | OF-10: مشير ميداني OF-9: جنرال أو جنرال جيش أو عقيد عام                |                     |
|            | جيش ميداني                                                   | قيادة عملياتية    | 100,000–200,000      | 2–4 فيالق               | OF-10: مشير ميداني OF-9: جنرال أو جنرال جيش أو عقيد عام OF-8: فريق أول |                     |
|            | فيلق                                                         | تشكيل             | 20,000–60,000        | فرقتان أو أكثر          | OF-9: جنرال OF-8: فريق أول أو جنرال فيلق OF-7: لواء                    |                     |
|            | فرقة عسكرية                                                  | تشكيل             | 6,000–25,000         | 2–8 ألوية أو أفواج      | OF-8: فريق أول OF-7: لواء أو فريق ثاني OF-6: عقيد أول                  |                     |
|            | لواء                                                         | تشكيل             | 3,000–5,000          | 3–8 كتائب أو أكثر       | OF-7: لواء OF-6: عميد أو عقيد أول OF-5: عقيد                           |                     |
|            | فوج                                                          | وحدة              | 1,000–3,000          | كتيبتان أو أكثر         | OF-5: عقيد                                                             |                     |
|            | كتيبة أو ما يعادلها فوج (لبعض الأسلحة في بعض الدول)          | وحدة              | 300–1,000            | 2–6 سرايا أو ما يعادلها | OF-4: مقدم                                                             |                     |
|            | سرية أو ما يعادلها بطارية مدفعية سرب (لبعض الدول)            | وحدة فرعية        | 100–250              | 2–8 فصائل أو ما يعادلها | OF-3: رائد OF-2: نقيب                                                  | OR-9: ضابط صف رئيسي |
|            | ستابل أو رتبة صغيرة                                          | وحدة تحت-فرعية    | 50–90                | فصيلتان أو 6–10 فرق     | OF-2: نقيب أو نقيب أركان                                               | OR-8: ضابط صف أول   |
|            | فصيلة أو ما يعادلها وحدة جوالة                               | وحدة تحت-فرعية    | 20–50                | 2 فرق أو أكثر أو مركبات | OF-1: ملازم أول أو ثاني                                                | OR-7: ضابط صف       |
|            | فرقة أو دورية                                                | –                 | 12–24                | 2–3 جماعات نارية أو فرق | OR-6: رقيب أول OR-5: رقيب                                              |                     |
|            | جماعة أو فرقة (كومنولث)                                      | –                 | 6–12                 | 2–3 خلايا نارية         | OR-5: رقيب OR-4: عريف                                                  |                     |
|            | فريق ناري أو طاقم                                            | –                 | 2–4                  | لا شيء محدد             | OR-3: جندي أول إلى OR-5: رقيب OR-2: جندي أول                           |                     |

قد يتم تجاوز بعض الدرجات في هذا السلم الهرمي؛ فعلى سبيل المثال، عادةً ما تتجاوز قوات الناتو مستوى الكتيبة لتنتقل مباشرة إلى اللواء. وكذلك، فإن وجود تشكيلات عليا في هذا الهرم العسكري لا يتوفر إلا لدى القوى العسكرية الكبرى، كما أن الجيوش والدول المختلفة قد تستخدم تسميات تقليدية تؤدي إلى كثير من الالتباس؛ فعلى سبيل المثال، يُقسَّم فوج مدرع (كتيبة) بريطاني أو كندي إلى سرايا تُعرف بـ"أسراب"، وتنقسم هذه الأسراب إلى فصائل تُسمَّى "جماعات"، في حين أن "سرب فرسان" أمريكي (يعادل كتيبة) يُقسَّم إلى "جماعات" (تعادل سرايا) ثم إلى "فصائل".
وفي النظام العسكري الفرنسي (المستخدم في العديد من الدول الإفريقية)، تُقسَّم السرية إلى فصائل مكوَّنة من ثلاث مجموعات قتال (groupes de combat) من سبعة جنود لكل منها، بالإضافة إلى مجموعة من أطقم المركبات ومجموعة قيادة تحتوي على قنّاصَين اثنين.يناير 2023[بحاجة لمصدر]
تُعد تشكيلات مثل الجيش، ومجموعة جيوش، ومنطقة عسكرية، ومسرح العمليات من الوحدات الكبرى التي تختلف بشكل كبير من حيث الحجم والموقع الهرمي بين الجيوش المختلفة. وبينما كانت الفرقة العسكرية تمثل تقليديًا المستوى الذي تُضاف فيه وحدات الدعم مثل المدفعية الميدانية، والمستشفيات الميدانية، والدعم اللوجستي، والصيانة، فقد بدأت العديد من الألوية منذ الحرب العالمية الثانية بامتلاك مثل هذه الوحدات الداعمة. ومنذ ثمانينات القرن العشرين، بدأت الأفواج أيضًا تتلقى عناصر دعم، مما جعل منها وحدات قتالية متكاملة تُعرف في المصطلح العسكري الأمريكي باسم "فريق القتال الفوجي" (Regimental Combat Team)، وفي المصطلح البريطاني والدول الأخرى بـ"مجموعة القتال".
أما في العقيدة العسكرية الكندية، فتُستخدم أيضًا وحدة تُدعى "الفريق القتالي" (Combat Team): وهي سرية مشاة مُعزَّزة بدبابات، أو سرب دبابات مُعزَّز بجنود مشاة، أو الجمع الكامل بين سرية مشاة وسرب دبابات.
خلال الحرب العالمية الثانية، اعتمد الجيش الأحمر هيكلًا تنظيميًّا مشابهًا، لكن في بداياته كانت العديد من وحداته أقل حجمًا بكثير من المعتاد، فكانت فعليًّا تعادل المستوى الأدنى في السلم التنظيمي مقارنةً بالجيوش الأخرى؛ فمثلًا، كانت فرقة عسكرية في الجيش الأحمر آنذاك بحجم يعادل فوجًا أو لواءً في جيوش الدول الأخرى.
أما في أعلى السلم الهرمي، فقد استخدم الجيش الأحمر مصطلح "الجبهة" للدلالة على ما يعادل "مجموعة جيوش" في الجيوش الأخرى. وعلى النقيض، فقد كانت قوات الفيرماخت الألمانية تمتلك مجموعات جيوش، خصوصًا على الجبهة الشرقية، مثل مجموعة جيوش الوسط، والتي تجاوزت هذه الأعداد بشكل كبير، وكانت تقابل نظريًّا ما يُعرف بـ"الاتجاهات الإستراتيجية" في الجيش السوفيتي.

### البحرية
عادةً ما تكون التنظيمات البحرية على مستوى الأسطول أو ما فوقه أقل التزامًا بالبنية التنظيمية الثابتة، حيث تعمل السفن في تشكيلات صغيرة أو كبيرة تتغيّر حسب الوضع الميداني. ومع ذلك، توجد بعض المصطلحات المشتركة في جميع القوات البحرية لوصف المفاهيم العامة لعدد السفن في الوحدة التنظيمية.
عادةً ما تُنظم القوات البحرية في تشكيلات لأغراض استراتيجية، وهذه التشكيلات التنظيمية تظهر وتختفي حسب الظروف والمتطلبات. ويُعد هذا على النقيض من التنظيمات البرية التي تميل إلى الثبات من حيث الأفراد والمعدات على مدى فترات طويلة.
| الاسم التنظيمي                           | نوع السفن                                   | عدد السفن                                         | الضابط المسؤول                               |
| ---------------------------------------- | ------------------------------------------- | ------------------------------------------------- | -------------------------------------------- |
| قيادة قتالية موحدة أو بحرية أو أدميرالية | جميع السفن في البحرية                       | أكثر من 2 أسطول                                   | أميرال الأسطول، أدميرال، أو أميرال عام       |
| الأسطول                                  | جميع السفن في محيط أو منطقة بحرية عامة      | أكثر من 2 أسطول قتالي                             | أدميرال أو نائب أدميرال                      |
| أسطول قتالي                              | عدد كبير من السفن بأنواع مختلفة             | أكثر من 2 قوة مهام                                | نائب أدميرال                                 |
| قوة مهام أو مجموعة هجومية حاملة للطائرات | مجموعة متكاملة من السفن المتكاملة في المهام | أكثر من 2 مجموعة مهام أو فرقة بحرية أو أسطول صغير | أدميرال خلفي (الدرجة العليا) أو أدميرال خلفي |
| فرقة بحرية أو مجموعة مهام                | عادةً سفن حربية رئيسية                       | أكثر من 2 سفينة كبيرة                             | عميد، كومودور، أو أدميرال فرقة               |
| أسطول صغير أو مجموعة مهام                | عدد صغير من السفن من نفس النوع أو المتشابهة | أكثر من 2 سرب                                     | عميد, كومودور أو أدميرال أسطول صغير          |
| سرب أو وحدة مهام                         | سفن صغيرة                                   | عدد قليل من السفن المتشابهة                       | نقيب أو قائد                                 |
| عنصر مهام                                | سفينة واحدة                                 | واحدة فقط                                         | نقيب، قائد، قائد ملازم أو ملازم              |

تُعد رتب أميرال الأسطول وأدميرال الأسطول ذات النجوم الخمس خارج نطاق الاستخدام المنتظم منذ تسعينيات القرن العشرين، باستثناء التعيينات الشرفية أو الاحتفالية. حاليًا، جميع القوات البحرية الكبرى (البحرية الزرقاء والبحرية الخضراء) تُقاد بواسطة أدميرال ذو أربع أو ثلاث نجوم حسب الحجم النسبي.
القوات البحرية الأصغر، مثل البحرية الملكية النيوزيلندية أو تلك التي تُعتبر عمليًا خفر سواحل، تُقاد من قبل أدميرال خلفي (رتبة نجمتين) أو كومودور (نجمة واحدة) أو حتى نقيب.
عادةً ما يقود حاملات الطائرات ضابط برتبة نقيب، وتُقاد الغواصات والمدمرات إما من قبل نقيب أو قائد. أما المدمرات الصغيرة مثل الفرقاطات (المعروفة سابقًا باسم مرافقة المدمرة) فتُقاد غالبًا من قبل ضباط برتبة قائد. فرقيطة، وهي أصغر فئة من السفن الحربية، تُقاد من قبل ضباط برتبة قائد أو قائد ملازم. أما السفن المساندة، بما فيها زوارق حربية وكاسحات ألغام وقوارب دورية وزوارق نهرية عسكرية وسفن إسناد وزوارق طوربيد، فعادةً ما تُقاد من قبل ملازمين أو ملازمين أول أو ضباط صف.
عمومًا، كلما صغر حجم السفينة، انخفضت رتبة قائدها. فعلى سبيل المثال، تُقاد قوارب الدورية عادةً من قبل راية، بينما نادرًا ما تُقاد الفرقاطات من قبل ضابط أقل من رتبة قائد.
تاريخيًا، كانت التنظيمات البحرية أكثر صرامة، حيث كانت تُجمع السفن في فرق، ثم تُجمع هذه الفرق في أسراب مرقمة، والتي كانت بدورها تُشكل أساطيل مرقمة. وكان لابد من الموافقة المكتوبة للسماح لسفينة بمغادرة وحدة والانضمام إلى أخرى.
أما الآن، فتعتمد البحرية الأمريكية الحديثة بشكل أساسي على تشكيلات معيارية مثل مجموعة هجومية حاملة للطائرات ومجموعة هجومية استكشافية.
بالإضافة إلى ذلك، يستمر التنظيم البحري داخل السفينة الواحدة. حيث تُقسم القوة العاملة إلى 3 أو 4 أقسام (مثل قسم العمليات والتكتيك، وقسم الهندسة)، ويضم كل قسم عددًا من الفِرَق، التي تنقسم بدورها إلى مراكز عمل.

### القوات الجوية
تختلف البُنى التنظيمية للقوات الجوية بين دولة وأخرى؛ فبعض القوات الجوية، مثل القوات الجوية الأمريكية وسلاح الجو الملكي البريطاني، تُقسَّم إلى قيادات، ومجموعات، وأسراب. بينما تتبع قوات أخرى، مثل القوات الجوية السوفيتية، بنية تنظيمية أشبه بالنظام المعتمد لدى الجيوش البرية. أما القوات الجوية الملكية الكندية المعاصرة، فتستخدم تقسيم "فرقة جوية" بوصفها التشكيل الوسيط بين الأجنحة والقيادة الجوية العامة. ومثل نظيرتها البريطانية، تتكوَّن الأجنحة الكندية من أسراب جوية.
| الرمز في حلف الناتو (للمقارنة مع الجيش) | اسم الوحدة (القوات الجوية الأمريكية / سلاح الجو الملكي / جيوش أخرى)  | عدد الأفراد                 | عدد الطائرات      | عدد الوحدات الفرعية (أمريكي / بريطاني)         | الضابط القائد                                                              |
| --------------------------------------- | -------------------------------------------------------------------- | --------------------------- | ----------------- | ---------------------------------------------- | -------------------------------------------------------------------------- |
|                                         | قيادة المقاتلين الموحدة أو القوات الجوية الوطنية                     | كامل القوة الجوية           | كامل القوة الجوية | جميع القيادات الرئيسية / قيادات عسكرية         | جنرال القوات الجوية / مشير القوات الجوية أو رئيس أركان القوات الجوية       |
|                                         | قيادة رئيسية أو قيادة جوية                                           | متغيِّر                       | متغيِّر             | حسب المنطقة أو المهمة                          | جنرال /مشير القوات الجوية رئيس أركان القوات الجوية                         |
|                                         | لا يوجد مكافئ أمريكي / قوة جوية تكتيكية / جيش جوي                    | متغيِّر حسب المنطقة أو المهمة | متغيِّر             | متغيِّر                                          | جنرال أو فريق أول / مشير القوات الجويةرئيس أركان القوات الجوية أو فريق جوي |
|                                         | قوة جوية مرقمة (لا مكافئ بريطاني)                                    | متغيِّر                       | متغيِّر             | 2 جناح أو أكثر                                 | لواء طيار أو فريق أول                                                      |
|                                         | فرقة جوية أو قسم طيران                                               | متغيِّر                       | متغيِّر             | 2 جناح أو أكثر                                 | لواء طيار أو جنرال فرقة جوية                                               |
|                                         | جناح أو مجموعة (تشمل المجموعات الجوية الاستكشافية) / لواء طيران روسي | 1,000–5,000                 | 48–200            | 2 مجموعة أو أكثر                               | عميد / نائب مارشال جوي أو عميد جوي                                         |
|                                         | مجموعة جوية أو جناح أو محطة جوية / فوج طيران روسي                    | 300–1,000                   | 17–48             | 3–4 أسراب / 3–10 طائرات                        | عقيد / قائد مجموعة أو قائد جناح                                            |
|                                         | سرب جوي                                                              | 100–300                     | 7–16              | 3–4 طائرات                                     | مقدم أو رائد / قائد جناح أو قائد سرب                                       |
|                                         | رف أو ستافل (وحدة في الجيش الالماني)                                 | 20–100                      | 4–6               | قسمين أو أكثر، بالإضافة إلى فرق الصيانة والدعم | رائد أو نقيب / قائد سرب أو ملازم طيران                                     |
|                                         | مجموعة رف                                                            | 40–160                      | 6–12              | قسم أو قسمين، بالإضافة إلى الدعم               | نقيب أو قائد طاقم                                                          |
|                                         | قسم رف                                                               | 10–40                       | غير محدد – 2      | غير متوفرة                                     | ضابط صغير أو ضابط صف أول                                                   |
|                                         | عنصر                                                                 | 8–12                        | غير متوفر         | غير متوفر                                      | ضابط صف أول أو ضابط صف                                                     |
|                                         | طاقم أو فريق                                                         | 2–4                         | غير متوفر         | غير متوفر                                      | ضابط صف                                                                    |

## قوة المهام
قوة المهام هي وحدة أو تشكيل يُنشأ مؤقتًا لغرض عملياتي محدد. وبعيدًا عن الأطر الهرمية الإدارية التي تطورت منذ أوائل القرن السابع عشر في أوروبا، اعتادت الجيوش على تنظيم قواتها القتالية في تشكيلات موجهة نحو مهمة معينة، مثل الكامبفغروب الألمانية، أو فريق القتال في الجيش الأمريكي وقوة المهام في البحرية الأمريكية خلال الحرب العالمية الثانية، أو مجموعة المناورة العملياتية السوفيتية خلال الحرب الباردة.
في الجيوش البريطانية وجيوش دول الكومنولث، أصبح تشكيل مجموعة القتال هو الشكل المعتاد لتجميع السرايا أثناء الحرب العالمية الثانية والحرب الباردة.
في إطار الناتو، تُعرف قوة المهام المشتركة (Joint Task Force - JTF) بأنها تجمّع مؤقت يشمل عناصر من أكثر من فرع عسكري. أما قوة المهام المشتركة الموحدة (Combined Task Force - CTF) فهي تجمّع مؤقت يشمل عناصر من أكثر من دولة، في حين أن قوة المهام المشتركة الموحدة المتعددة (Combined Joint Task Force - CJTF) تشمل عناصر من أكثر من فرع عسكري وأكثر من دولة في آنٍ واحد.